# Saina Nehwal
Saina Nehwal (Hisar, 17 de marzo de 1990) es una deportista india que compite en bádminton, en la modalidad individual.
Participó en tres Juegos Olímpicos de Verano entre los años 2008 y 2016, obteniendo una medalla de bronce en Londres 2012 en la prueba individual. Ganó dos medallas en el Campeonato Mundial de Bádminton en los años 2015 y 2017.

## Palmarés internacional
| Juegos Olímpicos   | Juegos Olímpicos      | Juegos Olímpicos  | Juegos Olímpicos |
| Año                | Lugar                 | Medalla           | Prueba           |
| ------------------ | --------------------- | ----------------- | ---------------- |
| 2012               | Londres (Reino Unido) | Medalla de bronce | Individual       |
| Campeonato Mundial |                       |                   |                  |
| Año                | Lugar                 | Medalla           | Prueba           |
| 2015               | Yakarta (Indonesia)   | Medalla de plata  | Individual       |
| 2017               | Glasgow (Reino Unido) | Medalla de bronce | Individual       |